# Time-out (sport)

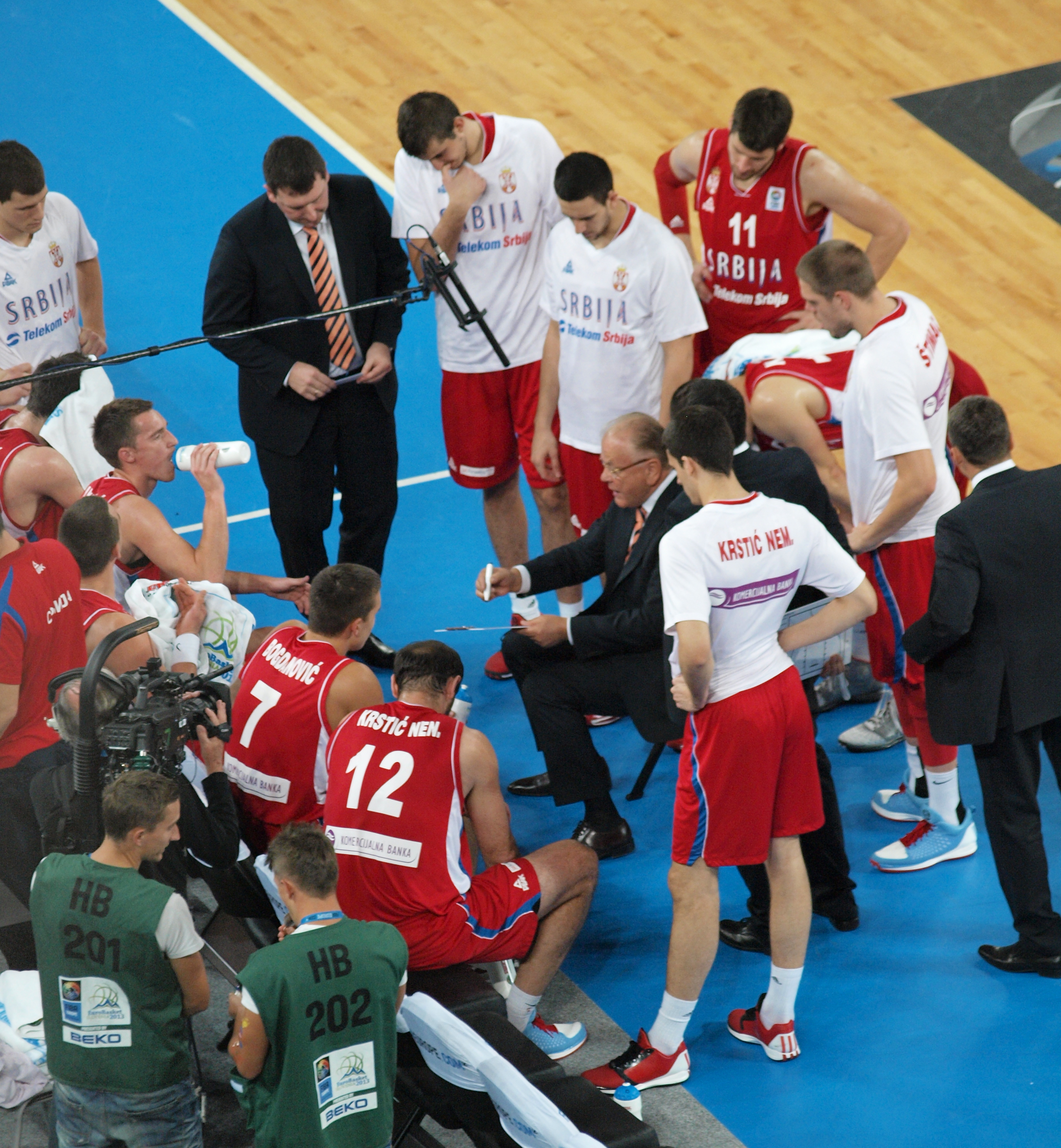
Een time-out

Een time-out is een term die bij teamsporten gebruikt wordt voor het onderbreken van de wedstrijd. In de praktijk wordt meestal bedoeld dat de wedstrijd onderbroken wordt op verzoek van een van beide teams, ten behoeve van tactisch overleg. Een coach of aanvoerder geeft hierbij aanwijzingen aan zijn of haar team voor het vervolg van de wedstrijd.

## Basketbal
Bij basketbal maakt men onderscheid in een time-out, ofwel een onderbreking van de wedstrijd door of namens de scheidsrechter en een belaste time-out. Deze laatste kan door de coach aangevraagd worden bij de jurytafel. In de eerste twee periodes zijn twee time-outs toegestaan, in de laatste twee periodes drie. In de laatste twee minuten van de wedstrijd echter, kan een derde time-out alleen worden verkregen als al eerder een time-out werd aangevraagd. Een time-out duurt 50 seconden, hierna dient een team weer terug te keren op het veld.

### Geblesseerde speler
Een speler die niet binnen circa 15 seconden in staat is de wedstrijd te hervatten, moet gewisseld worden. Wanneer zijn coach echter aan belaste time-out opneemt, mag hij hierna de wedstrijd alsnog hervatten.

### Balinnamepunt
Wanneer de tegenstander in de laatste twee minuten van de wedstrijd scoort, kan een coach om tactische redenen een time-out opnemen. Het voordeel zit het dan namelijk in het feit dat de bal niet op de normale plaats (onder de basket op de verdedigingshelft) wordt ingenomen, maar bij het balinnamepunt ter hoogte van de vrije worplijn op de aanvalshelft. Dit bezorgt een team dat slechts enkele punten achterstand heeft, enkele meters voordeel en levert dus meer tijd voor de aanval op.